# Don Alden Adams

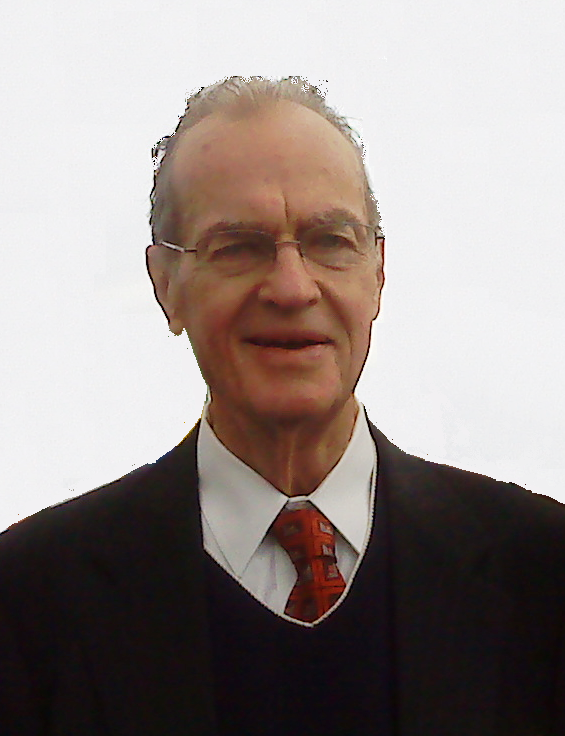
Don Alden Adams (2009)

Don Alden Adams (* 16. Januar 1925 in Oak Park, Illinois; † 30. Dezember 2019) war von 2000 bis 2014 Präsident der Watch Tower Bible and Tract Society of Pennsylvania, einer Rechtskörperschaft der Zeugen Jehovas. Im Unterschied zu seinen Vorgängern war Adams kein Mitglied der „Leitenden Körperschaft der Zeugen Jehovas“ und übte somit keine religiöse Leitungsfunktion, sondern eine reine Verwaltungsaufgabe aus. Er war daher selbst unter Zeugen Jehovas wenig bekannt.

## Leben
Adams wuchs in Elmhurst (Illinois) in einer Großfamilie auf, deren Wurzeln in der amerikanischen Episkopalkirche lagen. Doch Adams’ Mutter begann sich mit den Lehren der Zeugen Jehovas zu befassen, ließ sich 1935 als Zeugin Jehovas taufen und brachte ihre Kinder mit dieser Glaubensgemeinschaft in Berührung. Zunächst gegen den Willen seines Vaters – der sich jedoch später, 1952, ebenfalls den Zeugen Jehovas anschloss – missionierte Don Alden Adams ab Januar 1943 intensiv für die Zeugen Jehovas; knapp zwei Jahre danach wurde er eingeladen, ehrenamtlicher Vollzeitmitarbeiter in der Zentrale der Zeugen Jehovas, damals in Brooklyn, zu werden. Im Jahre 2000 wurde er 7. Präsident der Wachtturm-Gesellschaft. Er war verheiratet mit Dolores.